# Afternoons in Utopia
Albums de Alphaville
Forever Young
(1984) The Breathtaking Blue
(1989)
Singles
1. Dance with Me
Sortie : 27 mars 1986
2. Universal Daddy
Sortie : 27 juin 1986
3. Jerusalem
Sortie : 5 décembre 1986
4. Sensations
Sortie : décembre 1986
5. Red Rose
Sortie : 16 avril 1987

Afternoons in Utopia est le second album du groupe Alphaville sorti le 5 juin 1986.
Pour cet album, le groupe s'est entouré de nombreux musiciens de studio, délaissant la boîte à rythmes au profit d'une batterie, intégrant même des cuivres sur plusieurs morceaux.
L'enregistrement a débuté en septembre 1985 au Studio 54 à Berlin, avec les titres Afternoons in Utopia et Jerusalem, avant de se poursuivre en janvier 1986 aux Media Sound Studios de New York (Fantastic Dream et Dance with Me) puis, entre mars et mai 1986, au Studio Hansa de Berlin.
Cinq chansons sont extraites en singles qui se classent dans les hit-parades, notamment Dance with Me.

## Titres
Écrits et composés par Marian Gold, Bernhard Lloyd, Ricky Echolette, excepté Lady Bright - Faster Than Light, crédité à Albert & The Heart of Gold.
| 1. | I.A.O.               | 0:42 |
| 2. | Fantastic Dream      | 3:56 |
| 3. | Jerusalem            | 4:08 |
| 4. | Dance with Me        | 3:59 |
| 5. | Afternoons in Utopia | 3:08 |
| 6. | Sensations           | 4:24 |

| 1. | 20th Century                    | 1:25 |
| 2. | The Voyager                     | 4:37 |
| 3. | Carol Masters                   | 4:32 |
| 4. | Universal Daddy                 | 3:57 |
| 5. | Lassie Come Home                | 6:59 |
| 6. | Red Rose                        | 4:05 |
| 7. | Lady Bright - Faster Than Light | 0:43 |

## Composition du groupe
- Marian Gold : chant
- Bernhard Lloyd : claviers
- Ricky Echolette : claviers

Musiciens additionnels:
- David Walrond, Jenny Troy, Louise McKenna, Peter Docherty, Stephanie Cooling (chorale d'enfants sur A1 et A5)
- Andy Brown : basse (titres A3, B2 à B6)
- Carmine Rojas : basse (A2)
- Alan Childs : batterie (A2)
- Roger Linn : batterie (A3, A4, A6, B1 à B6)
- Bob Jenkins : batterie additionelle (B2 à B5)
- Jimmy Ripp : guitare (A2, A4)
- Gustl Luetjens : guitare (A3)
- Phil Palmer : guitare (A6, B2 à B6)
- Dave Lebold : claviers (A2, A4)
- Wolfgang Loos : claviers (A3, A5)
- Robin Smith : claviers (B1, B2, B4 à B6)
- Peter Walsh : claviers (B2, B3)
- Jimmy Maelen : percussions (A2, A4)
- Turhan Geza : percussions (A3)
- Frank Ricotti : percussions (A6, B2 à B6)
- Phil Todd : saxophone (A6, B2, B4 à B6)
- Neil Sidwell : trombone (A6, B2, B4, B6)
- Guy Barker, Stuart Brooks : trompette (A6, B2, B4, B6)
- Denice Brooks, Jocelyn B. Smith, Michael Barbiero, William "Kooley" Scott : chœurs (A3)
- Judy Cheeks, Victoria Miles  : chœurs (A6, B2, B4, B6)
- Janey Klimek : chant (B5)

## Classements
| Classement (1986)             | Meilleure position |
| ----------------------------- | ------------------ |
| Allemagne (Media Control AG)  | 13                 |
| États-Unis (Billboard 200)    | 174                |
| Norvège (VG-lista)            | 8                  |
| Pays-Bas (Mega Album Top 100) | 51                 |
| Suède (Sverigetopplistan)     | 7                  |
| Suisse (Schweizer Hitparade)  | 12                 |